# 珠海恒隆集团
珠海经济特区恒隆集团有限公司（Zhuhai Hallon Group Corporation Limited）是一家集房地产、金融、教育、酒店、建材及服务业经营的集团公司，于1992年在珠海成立。旗下拥有恒隆房产、恒隆物业、金汇融资等合资子公司的综合企业。

## 历史
恒隆创办于1982年，创办人是苏枝桓，曾任广东省政协常委、珠海市政协常委、珠海市工商联主席等职务。前身是翠微铝门窗实业公司，主营建材行业。于1992年转营并发展房地产及教育行业。

## 下属企业

### 房地产、物业
- 珠海恒隆地产：于1992年成立，拥有多套珠海市区楼盘。[4]
- 珠海恒隆物业：于1995年成立，是专业从事物业管理服务、物业经营的独立法人企业。

### 金融
- 金汇融资担保：于2009年7月成立，经营范围为企业及个人商业性融资担保、其它经济合同担保、项目投资咨询等。[5]

## 外部参考
1. ↑  珠海恒隆集团简介 （页面存档备份，存于）,（简体中文）
2. ↑   （页面存档备份，存于）,（简体中文）
3. ↑  .   [2014-03-05]. （原始内容存档于2016-03-04）.
4. ↑  .   [2014-05-07]. （原始内容存档于2014-05-08）.
5. ↑  .   [2014-05-07]. （原始内容存档于2014-05-08）.